# Kitzbüheler Alpen
De Kitzbüheler Alpen vormen een bergmassief in de Centrale Alpen in Oostenrijk. Het gebergte strekt zich uit in het Tiroler laagland, maar ook in de deelstaat Salzburg. De Kitzbüheler Alpen worden begrensd door het Zillertal in het westen, het Unterinntal met de plaatsen Wörgl en Kufstein in het noordwesten, het Glemmtal in het noordoosten, het Zellermeer in het oosten en het Gerlostal en de Pinzgau in het zuiden. Zij behoren tot de grauwakkenzone, zijn licht gevormd en compleet bebost. Geologisch gezien bestaan de bergen voornamelijk uit zandsteen en leisteen. Er komen ook rotsen uit kalksteen en dolomiet voor. De rivier de Kitzbüheler Ache deelt de Kitzbüheler Alpen in de Glemmtaler Alpen in het oosten, in Salzburg, en de Kelchsauer Alpen in het westen. In het gebied van de Kitzbüheler Alpen liggen onder andere de plaatsen St. Johann in Tirol, Kitzbühel en zijn omgeving, het Pillerseetal, de Wilder Kaiser en het Brixental.

## Onderverdeling
Van west naar oost zijn de Kitzbüheler Alpen onder te verdelen in twee groepen:
- Kelchsauer Alpen
- Glemmtaler Alpen

## Bergtoppen
Enkele bergtoppen in de Kitzbüheler Alpen:
1. Kreuzjoch, 2559 meter
2. Westliche Salzachgeier, 2469 m
3. Kröndlhorn, 2444 m
4. Großer Galtenberg, 2424 m
5. Geißstein, 2363 m
6. Großer Rettenstein, 2362 m
7. Sonnenjoch, 2288 m
8. Hochkogl, 2255 m
9. Wildkogel, 2224 m
10. Kleiner Rettenstein, 2216 m
11. Steinbergstein, 2215 m
12. Gamshag, 2180 m
13. Wiedersberger Horn, 2127 m
14. Wildseeloder, 2118 m
15. Schattberg, 2097 m
16. Sonnspitze, 2062 m
17. Spielberghorn, 2044 m
18. Brechhorn, 2032 m
19. Spieleckkogel, 1998 m
20. Kitzbüheler Horn, 1996 m
21. Schmittenhöhe, 1965 m
22. Feldalpen, 1926 m
23. Hohe Salve, 1829 m
24. Reiterkogel, 1818 m
25. Hahnenkamm, 1712 m
26. Pölven, 1595 m

## Bergpassen
1. Salzachjoch, 1987 m (Kelchsau naar Krimml)
2. Stangenjoch, 1719 m (Aschau naar Mühlbach)
3. Filzenscharte, 1693 m (Windau naar Neukirchen am Großvenediger)
4. Gerlospas (Gerlosplatte), 1486 m (Zell am Ziller naar Krimml)
5. Pass Thurn, 1273 m (Jochberg naar Mittersill)

Van bovenstaande passen zijn de Gerlospas en de Pass Thurn met de auto begaanbaar.